# Paul Carbone
Paul Bonnaventure Carbone (1 de febrero de 1894 - 16 de diciembre de 1943) fue un criminal corso involucrado en los bajos fondos de Marsella desde la década de 1920 hasta su muerte en 1943. Era conocido como el Emperador de Marsella. Asociado con François Spirito, quien se convertiría en uno de los líderes de la Conexión francesa, Carbone inspiró la película Borsalino, protagonizada por Alain Delon y Jean-Paul Belmondo.

## Primeros años de vida
Paul Carbone nació en el pueblo de Propriano, en el sur de Córcega, en 1894. Era descendiente de la niñera de Napoleón, Illeria Carbone. Cuando Carbone era un niño pequeño, su familia se mudó al empobrecido suburbio Panier de Marsella. Asistió a la escuela allí y fue un alumno trabajador, pero cuando Carbone tenía 12 años, su padre murió y dejó la escuela para mantener a su madre y dos hermanos menores. Tomó cualquier trabajo que pudo encontrar para traer dinero a la familia.
Cuando Carbone tenía alrededor de quince años, se mudó a Alejandría, Egipto, donde comenzó a trabajar como proxeneta. Gran parte del dinero que ganaba se lo enviaba a su madre en Francia. Su éxito había enojado a algunos proxenetas rivales. En 1913, tres de esos proxenetas secuestraron a Carbone y lo dejaron enterrado hasta el cuello en la arena del desierto. Fue rescatado tres días después por François Spirito, quien había escuchado a los tres proxenetas jactarse de lo que habían hecho en un bar. Carbone y Spirito entablaron una amistad y una sociedad comercial de por vida. El joven Spirito también era proxeneta y formaba parte de una red que traía mujeres de París para trabajar en burdeles egipcios.
Una vez recuperado de su terrible experiencia, Carbone quiso irse de Egipto y persuadió a Spirito para que lo acompañara a Shanghái. Allí, la pareja se involucró en el contrabando de opio. Esto duró alrededor de un año hasta el estallido de la Primera Guerra Mundial, cuando regresaron a Francia para alistarse. Después de ser arrestado por asalto, Carbone fue enviado a la unidad Bat' d'Af'. (El Bat' d'Af' era una unidad militar francesa, con sede en Argelia, formada por hombres con antecedentes penales o graves problemas disciplinarios). Mientras servía en el frente occidental, Carbone conoció y se hizo amigo de Simon Sabiani, el futuro alcalde de Marsella. Carbone recibió una medalla por su valentía durante el conflicto.

## Período de entreguerras

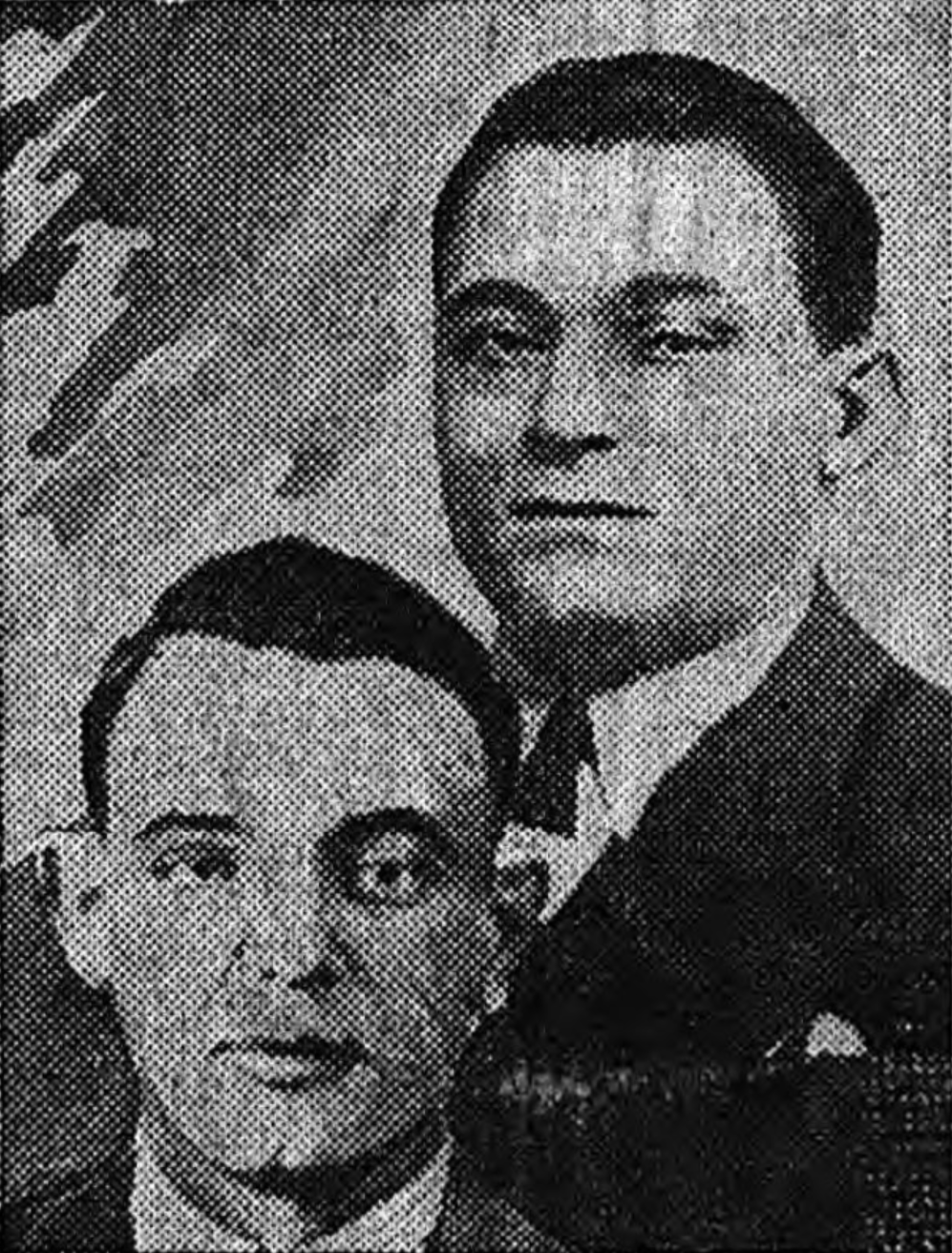
Paul Carbone (arriba) y François Spirito (abajo).

Después del término de la guerra, Carbone y Spirito partieron hacia América del Sur. En Perú empezaron como proxenetas y pronto tenían 20 mujeres trabajando para ellos. La pareja regresó a Marsella en 1919, donde se dedicaron al proxenetismo y al contrabando de opio.
El clan Carbone-Spirito ganó cada vez más influencia en los bajos fondos de Marsella. A fines de la década de 1920, estaban involucrados en la prostitución, la trata de blancas, la extorsión y diversas formas de tráfico ilegal. Estaban involucrados en el tráfico de drogas, especialmente heroína y cocaína, y establecieron un laboratorio en Bandol, cerca de Marsella para refinar el opio en bruto de Egipto, Turquía e Indochina en heroína, parte de la cual era enviada a Lucky Luciano en los Estados Unidos. Con un bar en la rue Pavilion, el Amical Bar y el restaurante Beauvau en la rue Beauvau, su imperio se dirigía desde estos establecimientos. Solo en Marsella, tenía más de 25 burdeles, en su mayoría atendidos por jóvenes judías obligadas a prostituirse. Carbone también tenía redes de prostitución en Argentina, Egipto y España.
Aunque Pernod Fils había sido prohibido en Francia en 1914, Carbone lo importó de una destilería en Tarragona, España. Después de que se impusieran sanciones económicas a Italia en 1936 debido a la Segunda guerra italo-etíope, Carbone pasó de contrabando 34 toneladas de queso parmesano desde Italia para la población italiana de Marsella. Durante la Guerra civil española, Carbone vendió armas a los partidarios de Francisco Franco.
Carbone y Spirito también estaban activos en París, donde el prefecto de policía, Jean Chiappe, era amigo de Carbone. Inicialmente establecieron un burdel de lujo en Montmartre. Todos los burdeles de París estaban entonces controlados por un italiano obeso, Charles Codebo. Carbone y Spirito intervinieron en su operación. Con el dinero ganado en París, abrieron burdeles por toda Francia y los atendieron con mujeres de Europa y América del Sur.
Durante el período de entreguerras, Carbone y Spirito se aliaron con el alcalde de Marsella, Simon Sabiani, y actuaron como sus ejecutores. A cambio, recibieron protección política. Cuando Carbone y Spirito fueron arrestados por el asesinato del consultor financiero Albert Prince en 1934, Sabiani acudió en su ayuda. Después de los disturbios del 6 de febrero de 1934 en París, Carbone envió a sus matones para intimidar a los estibadores de Marsella que estaban en huelga.

## Segunda Guerra Mundial
Durante la Segunda Guerra Mundial, Carbone y Spirito se unieron a la Carlingue que colaboraba con los alemanes en Francia; a cambio, se esperaba que las autoridades civiles locales de Marsella ignoraran sus actividades delictivas. También se beneficiaron del mercado negro, suministrando a los soldados alemanes bienes difíciles de obtener.

## Muerte
Carbone murió el 16 de diciembre de 1943 en un accidente de tren causado por la Resistencia que saboteó el tren y lo hizo explotar. El tren había sido atacado ya que trasladaba principalmente soldados alemanes de permiso. Carbone quedó atrapado entre los hierros con las piernas aplastadas y una amputada a la altura de la rodilla. Se dice que cantó canciones para animar a las otras víctimas mientras fumaba su último cigarrillo antes de morir. Sin embargo, su amante desde hacía años, Germaine Germain, más conocida como Manouche, informó que lo llevaron a un hospital local donde murió horas después.